# 제6회 전국동시지방선거 세종특별자치시
이 문서는 제6회 전국동시지방선거 세종특별자치시 지역 투·개표 결과이다.

## 개표 결과

### 세종특별자치시장
|  | 57.78% |

|  | 42.21% |

### 세종특별자치시교육감
|  | 38.17% |

|  | 24.94% |

|  | 20.74% |

|  | 16.13% |

## 같이 보기
- 제6회 전국동시지방선거